# 求伯君
求伯君（1964年11月26日—），男，浙江新昌人，中国企业家。WPS创始人，曾任金山软件股份有限公司董事长。是中国较早一批的程序员。毕业于中国人民解放军国防科技大学。

## 生平
1984年，毕业于中国人民解放军国防科技大学系统工程与数学系系统工程专业。
1984年至1986年，分配到河北省徐水县石油部物探局的一个仪器厂。1986年，从仪器厂辞职，加盟北京四通公司。
1988年，从四通辞职，加入金山公司。独立研制了通用的可以支持多种打印机的驱动程序“西山超级文字打印系统”。 
1989年，开发出中国第一套中文文字处理软件WPS。
1994年，成立珠海金山电脑公司，出任董事长及总经理职务。
1996年，创建中国大陆最早的游戏工作室“西山居”。
1997年，发布电脑游戏《剑侠情缘》。
2000年，求伯君成为金山软件董事长，雷军担任CEO。2007年，他接替雷军成为CEO。2011年7月初，他宣布退休，雷军再次成为CEO。

## 个人生活
他在2005年拜入武当山，成为武当嫡传俗家弟子。

## 奖项和荣誉
- 2000年，被评为中国十大经济年度人物
- 2001年，被评为中国IT十大风云人物
- 2009年，被评为中国百名优秀出版企业家